# Association évangélique d'Églises baptistes de langue française
L'association évangélique d'Églises baptistes de langue française (AEEBLF) aussi appelée Association Baptiste, est une association chrétienne évangélique d'églises baptistes en Europe. Elle est membre du Réseau fraternel évangélique français (Conseil national des évangéliques de France).

## Histoire
L'association a ses origines dans l'établissement du baptisme en France en 1810,. Elle est officiellement fondée en 1921 avec 6 églises. L'adoption officielle des statuts a été effectuée à Montbéliard en 1923, sous l'impulsion des pasteurs Robert Dubarry et Georges Guyot. Les assemblées fondatrices, à dater de 1923, sont celles de Paris-rue-de-Naples, Colombes, Nîmes, Lyon, Montbéliard, Valentigney (France), Tramelan, La Chaux-de-Fonds et Court (Suisse).
Entre 1999 et 2001, elle a progressivement intégré en son sein les églises baptistes de l’Alliance baptiste évangélique de Paris Est et Nord (ABEPEN), ainsi que l'Église baptiste parisienne du Tabernacle, fondée par Ruben Saillens. 
Selon un recensement de l’association, en 2023 elle disait avoir 70 églises, en France, en Belgique et en Suisse.

## Croyances
L'association a une confession de foi baptiste. Elle est membre du CNEF au sein du pôle Réseau FEF .